# Emanuel Navarrete
Emanuel Navarrete (* 17. Januar 1995 in Mexiko-Stadt, Mexiko, als Emanuel Navarrete Martinez) ist ein mexikanischer Profiboxer, ehemaliger Weltmeister der World Boxing Organization (WBO) im Superbantamgewicht und aktueller Weltmeister der WBO im Federgewicht.

## Profikarriere
Emanuel Navarrete gewann sein Profidebüt am 18. Februar 2012. Er bestritt 26 Kämpfe mit 25 Siegen, 22 davon vorzeitig, ehe er am 8. Dezember 2018 Isaac Dogboe (Kampfbilanz: 20-0) im Madison Square Garden von New York City beim Kampf um den WBO-Weltmeistertitel im Superbantamgewicht einstimmig nach Punkten besiegen konnte. Den Rückkampf gegen Dogboe gewann er fünf Monate später durch TKO in der zwölften Runde.
Bis Februar 2020 gewann er vier weitere Titelverteidigungen gegen Francisco De Vaca (20-0), Juan Miguel Elorde (28-1), Francisco Horta (20-3) und Jeo Santisima (19-2), ehe er den Gürtel im Juli 2020 niederlegte um in das Federgewicht aufzusteigen.
Am 9. Oktober 2020 schlug er Ruben Villa (18-0) im MGM Grand Hotel von Las Vegas einstimmig nach Punkten und gewann dadurch den vakanten WBO-Weltmeistertitel, den er im April 2021 gegen Christopher Díaz (26-2), im Oktober 2021 gegen Joet Gonzalez (24-1) und im August 2022 gegen Eduardo Baez (21-2) verteidigen konnte. 
Am 3. Februar 2023 gewann er mit einem Sieg gegen Liam Wilson (11-1) den WBO-Weltmeistertitel im Superfedergewicht, den er im gleichen Jahr gegen Óscar Valdez (31-1) und Robson Conceição (17-2) verteidigen konnte.